# Vojenský záslužný řád (Bavorsko)
Bavorský vojenský záslužný řád (německy Bayerische Militärverdienstorden) bylo vojenské válečné vyznamenání z dob Císařského Německa, které bylo zavedeno bavorským králem Ludvíkem II. dne 19. července roku 1866.

## Druhy vyznamenání
Řád existoval nejprve v pěti základních třídách:
- Velkokříž řádu
- Rytíř-komtur řádu
- komtur řádu
- Rytíř řádu I. a II. třídy
- Držitel vojenského záslužného kříže

Ke konci první světové války, měl řád již osm tříd. Přibyl vojenský záslužný kříž ve zlatě, stříbře a bronzu. Vyznamenání bylo také udíleno s meči nebo korunou, jakož i s meči a korunou zároveň.

## Vzhled vyznamenání

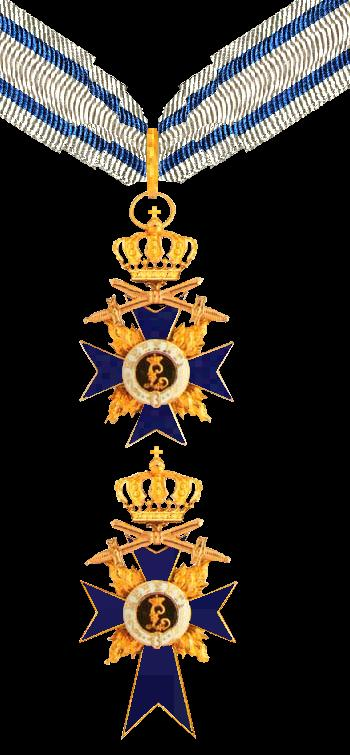
Vojenský záslužný řád s meči a korunou

Vyznamenání se skládalo z klasického zlatého, tmavěmodrého smaltovaného maltézského kříže s plameny na okraji. Kříž IV. třídy byl ze stříbra a byly k němu připojeny šlehající plameny. Uprostřed kříže se nacházel medailon s černým středem a uvnitř se zlatým písmenem "L", nad kterým se nacházela ještě malá královská koruna. Medailon byl obklopen bílým, zlatě ohraničeným kruhem v němž se nacházel zlatě psaný nápis MERENTI (Zásluhy).
Na spodní straně medailonu se nacházel jeden ze symbolů Bavorska, lev ve zlatě na černém smaltu a letopočet 1866, který znázorňoval rok založení vyznamenání.

## Způsob nošení vyznamenání
Jak velkokříž řádu tak i vyznamenání I. třídy bylo nošeno jako šerpa společně s hvězdou, zatímco vyznamenání II. třídy bylo nošeno také s hvězdou, ale bez šerpy. Důstojnický kříž byl nošen jako připínací vyznamenání podobně jako třeba železný kříž.
Stuha vyznamenání se odlišovala pro civilní nositele, kdy byla bílá s modrými pruhy a bílými okraji. Pro vojenské nositele byla zavedena bílá stuha s černými, bílými a modrými pruhy a bílými okraji.